# NGC 105
NGC 105 (ook wel PGC 1583, UGC 241, MCG 2-2-8, ZWG 434.9 of IRAS00226+1236) is een spiraalvormig sterrenstelsel in het sterrenbeeld Vissen die op ongeveer 242 miljoen lichtjaar afstand van de Aarde staat.
NGC 105 werd op 15 oktober 1884 ontdekt door de Franse astronoom Édouard Jean-Marie Stephan.